# Skarskvervet
Skarskvervet (norwegisch für Verwirbelte Scharte) ist ein kleiner Kargletscher im ostantarktischen Königin-Maud-Land. Im Alexander-von-Humboldt-Gebirge des Wohlthatmassiv liegt er auf der Ostseite des Botnfjellet.
Entdeckt und aus der Luft fotografiert wurde er bei der Deutschen Antarktischen Expedition 1938/39 unter der Leitung von Alfred Ritscher. Norwegische Kartographen, die den Gletscher auch benannten, kartierten ihn anhand von Vermessungen und Luftaufnahmen der Dritten Norwegischen Antarktisexpedition (1956–1960).